# Dictiocals
Dictyochales o Silicoflagellata és un petit grup d'algues unicel·lulars presents en ambients marins. En una etapa del seu cicle vital produeixen un esquelet silici integrat per una xarxa de barres i espines disposades formant una espècie de cistella interna. Aquests esquelets formen una petita part dels sediments marines, coneixent-se com microfòssils des del Cretaci primerenc. Hi ha dos gèneres vius, Dictyocha i Octactis. Hi ha també diversos gèneres extints, però la seva classificació és difícil a causa que els esquelets poden aparèixer en formes diverses dins de cada espècie viva.
Dictyocha té un cloroplast de color daurat-bru i un llarg flagell en forma d'ala. L'etapa que posseeix esquelet és uninucleada, amb nombroses projeccions suportades per microtúbuls i hi ha també etapes uninucleades i micronucleades que no posseeixen esquelets, però com es relacionen unes amb les altres encara és mal comprès. L'estructura de la cèl·lula posa Silicoflagellata en Actinochrysophyceae. El grup és anomenat Dictyochales pels botànics i Silicoflagellata pels zoòlegs.